# São Miguel, Santa Eufémia e Rabaçal
São Miguel, Santa Eufémia e Rabaçal (llamada oficialmente União das Freguesias de São Miguel, Santa Eufémia e Rabaçal) es una freguesia portuguesa del municipio de Penela, distrito de Coímbra.

## Historia
Fue creada el 28 de enero de 2013 en aplicación de una resolución de la Asamblea de la República de Portugal promulgada el 16 de enero de 2013 con la unión de las freguesias de Rabaçal, Santa Eufémia y  São Miguel, pasando su sede a estar situada en la antigua freguesia de  São Miguel.

## Demografía
| Gráfica de evolución demográfica de São Miguel, Santa Eufémia e Rabaçal entre 2011 y 2021 |
|                                                                                           |
| Datos según el nomenclátor publicado por el INE portugués.                                |